# Аусекліс

Аусекліс, розфарбований у кольори державного прапора Латвії (один із символів «Співочої революція»)

Аусекліс (латис. Auseklis) — втілення ранкової зірки в латиській міфології; цим же словом в поетичній мові латиші називають планету Венера. Графічно зображується у вигляді восьмикінечної зірки, промені якої згруповані попарно. 

## Міф
У латиських варіантах архаїчного балтійського міфу про «небесне весілля» сонце (Сауле) видає свою дочку за Аусекліс, всупереч волі громовержця Перкунаса, або місяць забирає наречену у Аусекліса, за що сонце розрубує місяць мечем (міф про убування місяця). 
Аусекліс, сонце, місяць та зірки утворюють небесну сім'ю.

## Національний символ
Аусекліс — один з символів латиської культури, часто зображуваний на національних нарядах: тканинах, хустках, покривалах і т. д. 
Аусекліс також став символом національного руху «Атмода» (латис. Atmoda, дос. «Пробудження»), що брав участь в Співочій революції (1987-1991). 

Герб Удмуртії

## Цікавий факт
Знаки, що є точною копією Аусеклісу, використані в офіційній символіці ряду національних республік, що входять до складу Російської Федерації: гербі та прапорі Чувашії (затверджені в 1992), гербі Карелії (1993), гербі та прапорі Удмуртії (з 1994), гербі та прапорі Мордовії (з 1995); гербі та прапорі Чебоксар, гербі та прапорі більшості районів Удмуртії. Також подібний знак зображений на гербі громади Паріккала у Фінляндії. 
У удмуртів цей знак називається толезьо («місячний») або шудо кізілі («щаслива зірка»). 